# 세계당수도협회
세계당수도협회는 노스캐롤라이나주 벌링턴에 본부를 둔 국제 당수도 협회이다. 1996년 현재 이 조직은 160,000명 이상의 회원을 보유하고 있다고 밝혔다.